# Zuzenhausen
Zuzenhausen település Németországban, azon belül Baden-Württembergben. Lakosainak száma 2337 fő (2023. december 31.). Zuzenhausen Meckesheim és Eschelbronn községekkel határos.

## Népesség
A település népessége az elmúlt években az alábbi módon változott:
| Lakosok száma | 1834 | 2203 | 2217 | 2240 | 2290 | 2337 |
|               | 1975 | 2017 | 2019 | 2021 | 2022 | 2023 |